# Bale-Zone
Die Bale-Zone ist eine Verwaltungszone in der Region Oromia in Äthiopien. Sie liegt geographisch im südlichen Hochland. Die Bewohner sind überwiegend Oromo von der Untergruppe der Arsi.

## Geschichte
Die Zone ist benannt nach dem muslimischen Staat Bale, der in dem Gebiet bis in das 16. Jahrhundert bestand, und der äthiopischen Provinz Bale, die von Ende des 19. Jahrhunderts bis 1991 existierte und auch Teile Tieflandgebiete in der heutigen Somali-Region umfasste.
Die Grenzgebiete zur Somali-Region sind umstritten. Ende 2004 wurde in den Grenzgebieten ein Referendum durchgeführt, das deren Zugehörigkeit klären sollte, dabei gab es auch zwischen Bale und der Afder-Zone von Somali Konflikte.

## Bevölkerung
Nach Angaben der Zentralen Statistikagentur (CSA) hatte die Zone im Jahr 2007 1.418.864 Einwohner, von denen 12, 39 % in städtischen Gebieten lebten. Für 2005 listet die CSA Goba, Robe, Dodola, Ginir, Adaba, Goro und Menna als größte Orte auf.
1994 waren von 1.217.864 Einwohnern 88,93 % Oromo, 7,65 % Amharen, 1,39 % Somali und 0,88 % Sidama. 87,5 % sprachen Oromo als Muttersprache, 9,5 % Amharisch, 1,51 % Somali und 0,88 % Sidama.

## Gliederung
Die Zone ist weiter in Woredas untergliedert. Die CSA listet in ihren Dokumenten von 2007 die 20 Woredas Agarfa, Berbere, Dawe Kachen, Dawe Serer, Dinsho, Dolo Mena, Gasera, Ginir, Gololcha, Goba, Goba-Stadt, Goro, Guradamole, Harena Buluk, Legehida, Meda Welabu, Rayitu, Robe-Stadt, Seweyna und Sinana auf. 2005 erwähnt sie hingegen nur deren 17: Adaba, Agarfa, Berbere, Dodola, Gaserana Gololcha, Ginir, Goba, Goro, Guradamole, Kokosa, Legehida, Meda Welabu, Mennana Harena Buluk, Nensebo, Raytu, Seweyna und  Sinanana Dinsho.